# Magnus Pfannenstill
Göran Magnus Pfannenstill, född den 10 januari 1858 i Fotskäl, död den 9 december 1940, var en svensk teolog och präst. Han var dotterson till prosten Jöran Jacob Thomæus, bror till läkaren Algot Pfannenstill, farbror till sociologen Bertil Pfannenstill och morbror till Stefan Henriksson (Segloraprofeten).

## Biografi
Pfannenstill avlade 1877 mogenhetsexamen i Göteborg, 1885 filosofie och 1890 teologie kandidatexamen vid Lunds universitet samt förordnades 1892 till docent i systematisk teologi där. Efter att ha innehaft ett flertal olika akademiska lärarförordnanden utnämndes han vid samma universitet 1900 till extra ordinarie professor i praktisk teologi och moralteologi samt kyrkoherde i Husie och Västra Skrävlinge församlingar, 1909 till ordinarie professor i samma ämnen och kyrkoherde i Hällestads, Dalby och Bonderups församlingar samt blev 1912 med bibehållande av samma professur, vars ämnesområde emellertid från och med 1913 förändrats till systematisk teologi med undervisnings- och examinationsskyldighet i teologisk etik, förste teologie professor och domprost i Lund. Han tog avsked 1923.
Vid sidan av sin akademiska och vetenskapliga verksamhet var Pfannenstill en framstående populärföreläsare och var  föredragshållare vid studentmöten i den kristliga studentrörelsen. I kyrkomötena 1908, 1909, 1910, 1915 och 1918 deltog han som ombud för Lunds teologiska fakultet samt var 1910–1913 censor vid studentexamina. Han var även ledamot av 1919 års psalmbokskommitté. Han var ledamot av Humanistiska vetenskapssamfundet i Lund (1918). Vid doktorspromotionen i samband med Linnéjubileet vid Uppsala universitet 1907 erhöll Pfannenstill teologie doktorsvärdigheten. Han var ordförande i Lunds studentkår 1892–1893.
Pfannenstill, som var influerad av den tyske teologen Wilhelm Herrmann, gjorde sig bemärkt dels som en apologet för den kristna åskådningen mot naturalistiska tankeströmningar, dels och framför allt som en av de mest stridbara representanterna i Sverige för modernare strävanden på det teoretisk-teologiska såväl som på det praktisk-kyrkliga området. Som ett organ för dessa strävanden uppsatte han 1906, tillsammans med ett flertal meningsfränder, tidskriften Kristendomen och vår tid, för vilken han, i förening med professor Sven Herner och kyrkoherdarna Fredrik Hallgren och Oskar Lewan, var redaktör.
Bland Pfannenstills utgivna skrifter märks Arfsyndens problem (1892), Om Gudsbelätet (1897), Den kyrkliga uppfostran (I, 1899), Kristendomen förr och nu (ett bemötande av Bengt Lidforss arbete med samma titel, 1913), Kristendomen och kriget (1915), Luthers tro såsom förtröstan och kunskap (i Lunds universitets årsskrift, band 14:4, 1918) samt tidskriftsuppsatser. På hans 65-årsdag utkom en festskrift, Studier tillägnade Magnus Pfannenstill den 10 januari 1923, med bidrag från ett 30-tal kolleger och lärjungar.